# Diocese de Cruz das Almas
A Diocese de Cruz das Almas (Dioecesis Crucis Animarum) é uma divisão territorial da Igreja Católica no estado brasileiro da Bahia, sediada na cidade de Cruz das Almas, no Recôncavo Baiano. A sé episcopal está na catedral de Nossa Senhora do Bom Sucesso. Foi criada no dia 22 de novembro de 2017, pelo Papa Francisco, a partir do desmembramento de parte do território da Arquidiocese de Salvador. Seus padroeiros são o Bom Jesus da Lapa e Nossa Senhora do Bom Sucesso.

## Território

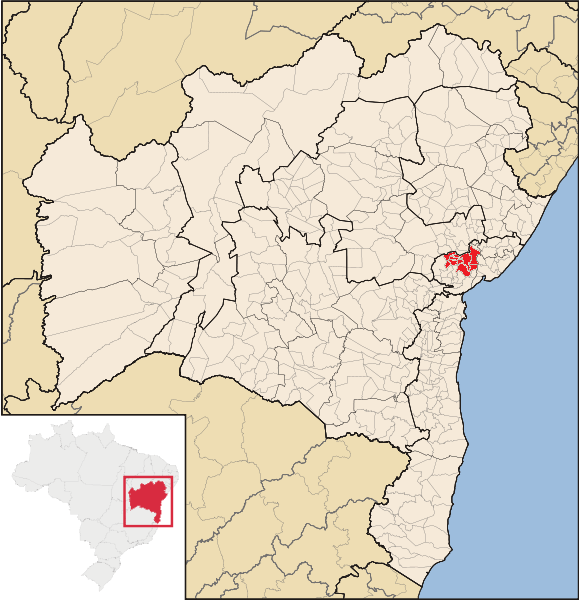
Mapa da diocese

O território da diocese compreende dez municípios: Cabaceiras do Paraguaçu, Cachoeira, Cruz das Almas, Governador Mangabeira, Maragogipe, Muritiba, Santo Amaro, São Félix, Sapeaçu e Saubara. Existem 16 paróquias e 185 comunidades.
Na ocasião da criação da diocese, foi nomeado o primeiro bispo: Dom Antônio Tourinho Neto, até então bispo auxiliar de Olinda e Recife. A instalação da diocese ocorreu no dia 28 de janeiro de 2018, na igreja matriz Nossa Senhora do Bom Sucesso, que se tornou a catedral diocesana. Na ocasião, Dom Antônio Tourinho Neto tomou posse como primeiro bispo diocesano. A celebração foi presidida pelo núncio apostólico no Brasil, Dom Giovanni D’Aniello.

## Bispos
| Bispos | Bispos                | Bispos  | Bispos         |
|        | Nome                  | Período | Notas          |
| ------ | --------------------- | ------- | -------------- |
| 1º     | Antônio Tourinho Neto | 2017-   | Primeiro bispo |